# NGC 6144
NGC 6144 là cụm sao cầu trong chòm sao Thiên Yết, nằm cách một cụm sao cầu sáng hơn là Messier 4 gần như chính xác 1°.